# Ришелье (фабрика)
Ришелье — предприятие швейной промышленности в Пучеже Ивановской области.

## История
Фабрика «Ришелье» работает с 1999 года, сохраняя и развивая традиции русских художественных промыслов. Производит изделия, вдохновлённые историей, культурой и утончённой эстетикой ришелье — изысканной вышивки, популярной в Европе эпохи Ренессанса и в России XVIII–XIX веков.
В июне 2023 года художник Голованова Г.Н., заготовщица под ажур Мудрова Ю.А., вышивальщицы Яшина Е.Ю. и Белик Е.Н. завершили работу над фрагментом вышитой карты Ивановской губернии. На фрагменте, представляющий Пучежский район, выполнены многорядная мережка, строчевая вышивка и ришелье. Данные виды вышивки являются традиционными для Пучежского района и используются по сей день.

## Деятельность
Предприятие выпускает льняную одежду, домашний и столовый текстиль. Большинство изделий украшены ручной вышивкой. Женская одежда фабрики представлена платьями, брюками, топами. Ассортимент включает ночные сорочки, юбки. Есть линейка аксессуаров – воротнички, шарфы, шали, сумочки. Мужская одежда – рубашки, косоворотки, брюки. Налажено производство постельного белья, скатертей и полотенец.